# بندر اودسا
بندر ادسا یا بندر اودسا بندری در شهر اودسا و نیز یکی از بندرهای مهم در جنوب اوکراین و در دریای سیاه است.

## در جنگ ۲۰۲۲
بندر اودسا - که انبارهای بزرگ غلات در آن، قرار داشته و یکی از بندرهای صادر کننده غلات اوکراین به‌شمار می‌رود - در حمله ۲۰۲۲ روسیه به اوکراین تحت آماج حمله‌های موشکی قرار گرفت و شماری از مردم در این حمله، کشته و زخمی شدند. این بندر، بارها هدف حمله‌های نیروهای روسیه قرار گرفت.

### پهپادهای جمهوری اسلامی ایران
در سال ۲۰۲۳ میلادی، روسیه با صدها پهپاد رزمی نظام جمهوری اسلامی ایران به بندر اودسا حمله کرد.

### واکنش‌ها
جوزپ بورل، رئیس وقت سیاست خارجه اتحادیه اروپا حمله به اودسا را به‌شدت محکوم کرد.